# Cardo (rua)

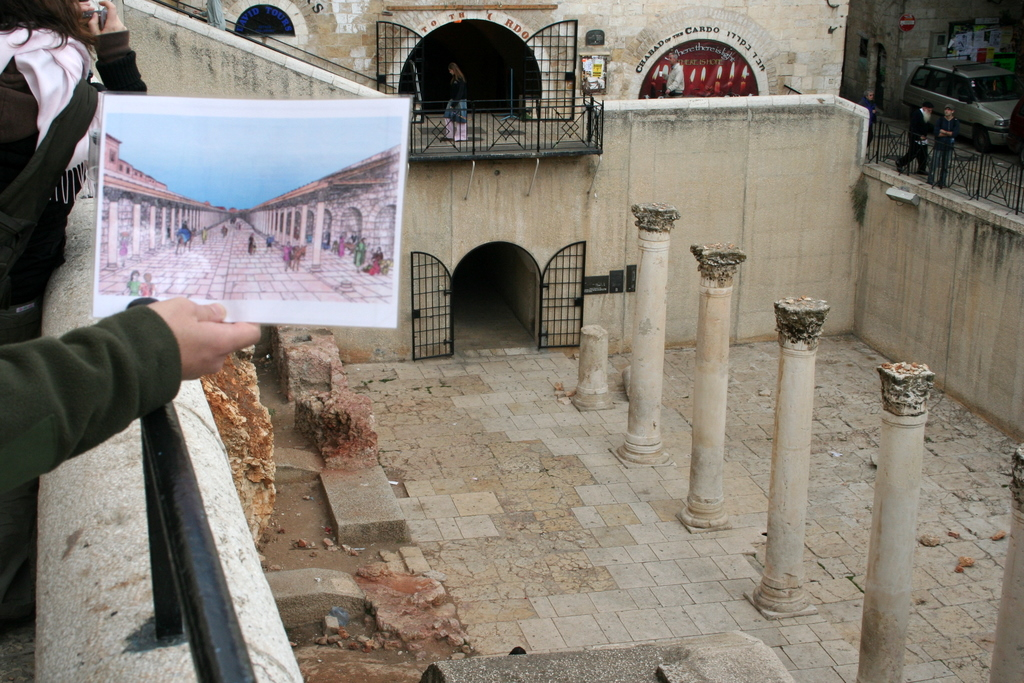
Ruínas do cardo de Jerusalém.

Cardo (em latim: Cardus) é um termo empregado no planejamento urbano do Império Romano. Denota uma rua com orientação norte-sul em um acampamento militar ou colônia. O cardo principal é o cardo máximo, que se cruza perpendicularmente com o Decúmano Máximo, a outra rua principal. Em geral, ali o fórum se situava originalmente, isto é, nas primeiras cidades romanas, e se destinava às atividades mercantis (feiras livres e mercados); com o tempo começou a dedicar-se às atividades políticas e administrativas, por isso as cidades romanas posteriores começaram a criar praças públicas na intersecção do cardo máximo com o Decúmano Máximo. Esta ideia geral foi retomada depois, com os Regulamentos de Felipe II no século XVI para a fundação e organização urbanística da maioria das 4.000 cidades que os espanhóis fundaram na América.
A palavra tem sua origem na linha que traçavam os áugures de norte a sul quando realizavam os auspícios. Por sua vez, desta palavra se deriva o termo "pontos cardeais" que se utiliza na orientação geográfica, nas bússolas, nos cata-ventos, etc.